# Norman P. Barry
Norman P. Barry   (Northampton, 25 de juny de 1944 - 21 d'octubre de 2008) va ser un filòsof polític anglès més conegut com un exponent del liberalisme clàssic. Durant gran part de la seva carrera va ser professor de teoria social i política a la Universitat de Buckingham.

## Carrera
Barry va ensenyar durant un any a la Universitat Queen de Belfast a Irlanda del Nord, que més tard va descriure com "el pitjor lloc en el món fora de l'Àfrica subsahariana". A continuació, va tornar a Anglaterra per treballar a l'escola Politècnica de Birmingham, on va començar a estudiar les idees del liberalisme i el liberalisme clàssic, amb obres de Friedrich Hayek i John Jewkes. Posteriorment va estudiar les idees de l'Escola Austríaca d'economia, incloent autors com Ludwig von Mises i Murray Rothbard, i els escrits d'Ayn Rand, encara que no li agradava aquest últim. El seu primer llibre, publicat el 1979, es va dirigir a la filosofia de Hayek. El seu segon llibre, el 1981, era un llibre de text sobre teoria política amb una "posició llibertària definit".
El 1982 es va convertir en professor adjunt de Ciència Política a la Universitat de Buckingham, que era en aquest moment l'única universitat privada a Gran Bretanya. En 1984 va ser promogut a la posició de la Càtedra de Teoria Política i Social. La seva obra va tenir posicions liberals cada vegada més explícites, la defensa de l'activitat empresarial de lliure mercat i crítica dels programes de benestar.
Barry era un expert en la Constitució dels Estats Units, i ha treballat amb diverses organitzacions amb seu als Estats Units, incloent el Centre de Filosofia Social i Política a la Universitat Estatal de Bowling Green, el Fons de la Llibertat i l'Institut Ludwig von Mises. Ell va visitar el país amb tanta freqüència que en un moment se li va impedir l'entrada, a causa de la sobreexplotació de la seva visa.
Va formar part del consell assessor de l'Institut d'Afers Econòmics. També va treballar amb l'Institut per a l'Estudi de la Societat Civil i l'Institut David Hume.

## Vida personal
Barry va néixer a Northampton. La seva mare va morir quan ell tenia nou anys, després d'això va ser criat pel seu pare i una tia. Va assistir a l'escola secundària de Northampton, i després a la Universitat d'Exeter. Barry estava casat, però es va divorciar el 1985. A la dècada de 1990 l'esclerosi múltiple va començar a interferir amb les seves activitats, però ell va seguir treballant fins que va morir el 21 d'octubre de 2008.

## Premis i Honors
El 2005 va rebre la "Llibertat en Teoria' Premi Lifetime de l'Aliança Llibertària.
El 2009 la Universitat de Buckingham va crear una beca amb el seu nom, que serà concedida pel centre Max Beloff per l'estudi de la llibertat.